# Tunel pod Małym Wołowcem
Tunel pod Małym Wołowcem – podwójny tunel kolejowy koło Wałbrzycha w województwie dolnośląskim.
Tunele znajdują się pod górą Mały Wołowiec (720 m n.p.m.), w południowo-wschodniej części Gór Wałbrzyskich w paśmie Gór Czarnych między miejscowościami Wałbrzych i Jedlina-Zdrój na trasie kolejowej z Wałbrzycha do Kłodzka. Należą do najdłuższych tuneli w Polsce.

## Opis

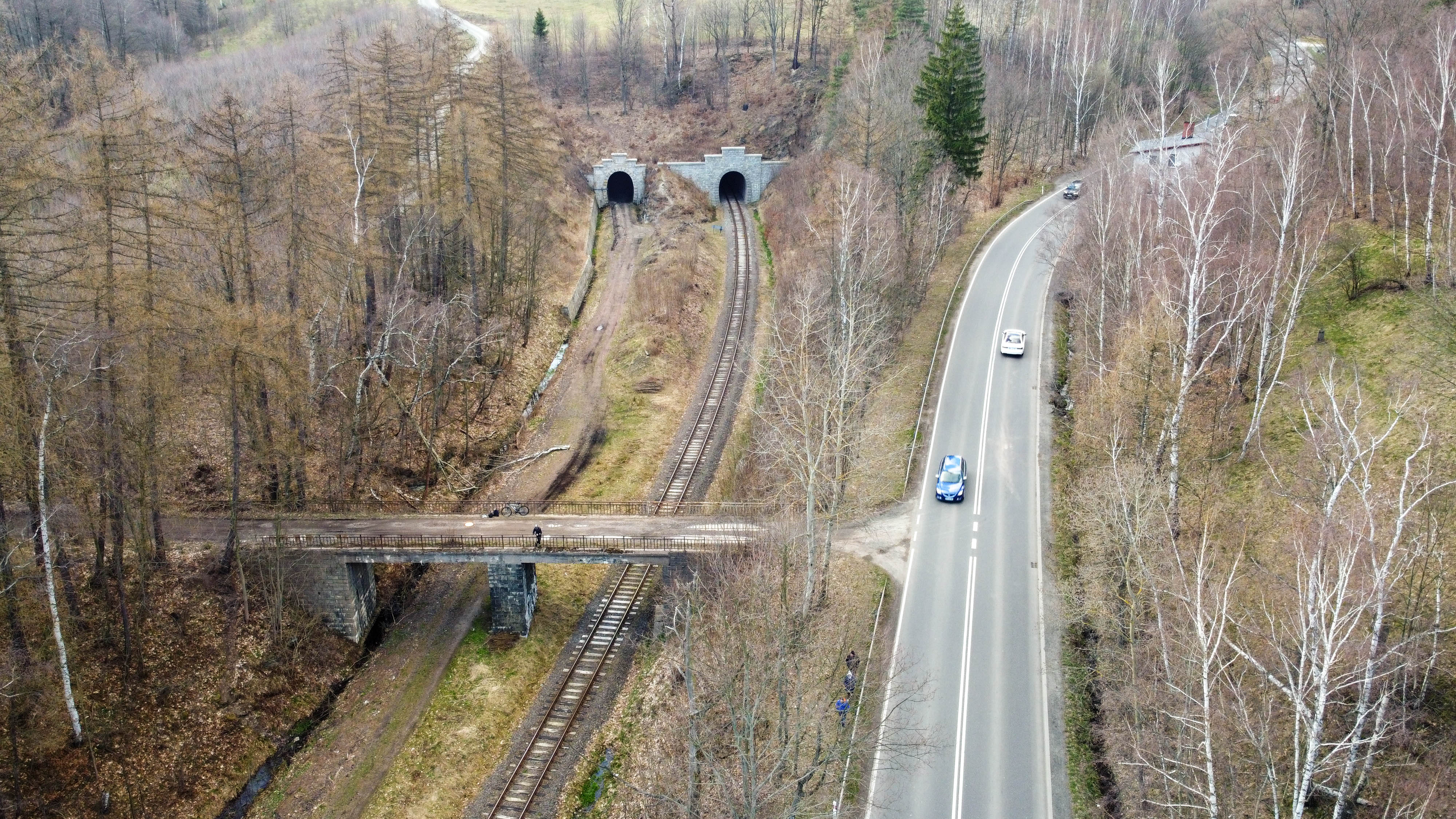
Widok na tunele pod Małym Wołowcem oraz fragment drogi wojewódzkiej nr 381 w Jedlinie Zdroju

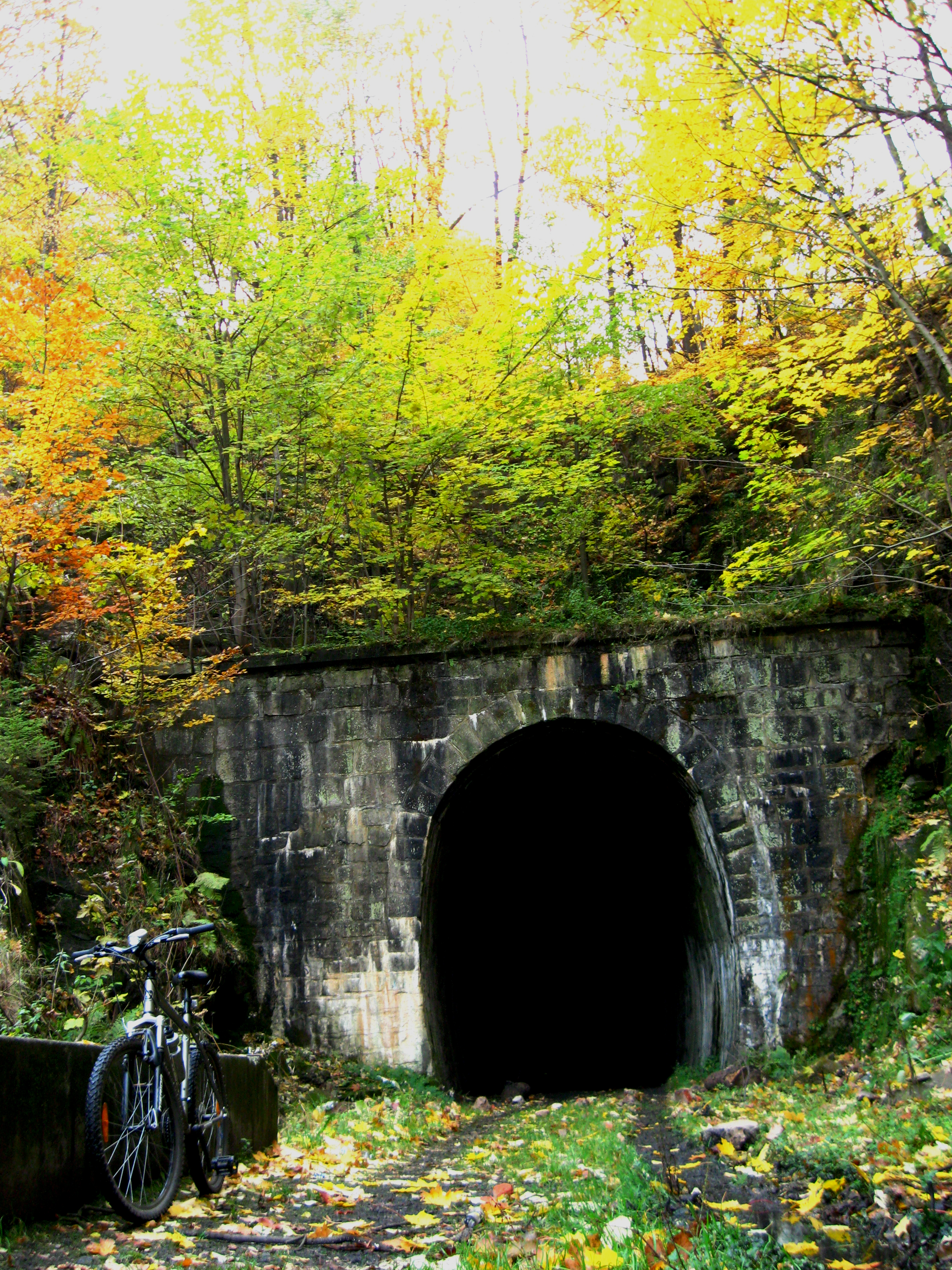
Tunel pod Małym Wołowcem, widok od strony Wałbrzycha (część nieczynna)

Są to dwa równoległe, proste, stopowe, jednotorowe, tunele kolejowe wydrążone pod Małym Wołowcem (720 m n.p.m.). Pierwszy tunel o długości 1560 m wydrążono w latach 1876–1879. Drugi równoległy o rekordowej długości 1601 m, wydrążono w latach 1907–1912. Wloty tuneli położone są na wysokości 535 i 540 m n.p.m., a ich spadek w kierunku południowo-wschodnim wynosi 3,12 promila. Maksymalna głębokość tuneli od powierzchni wynosi 181 m. Tunele wykonano w obudowie murowej z bloczków kamiennych, częściowo z cegły klinkierowej, a miejscami ze wstawkami elementów obudowy żelbetowej. Portale wlotów do tunelu wykończono w obudowie kamiennej z klińców. Kształt tuneli eliptyczny, szerokość 4,8 m, wysokość 5,8 m. W ociosach tuneli wykonano kilkanaście wnęk ucieczkowych i rewizyjnych układu odwadniania tuneli. W celu odprowadzenia pary z parowozów w połowie tunelu wydrążono w skale szyb wentylacyjny (komin) służący do przewietrzania, a między równoległymi tunelami wykonano pięć przecinek łączących (z czego do dziś trzy pozostały drożne), które jednocześnie stanowią wnęki awaryjne.

## Historia
Decydujący wpływ na budowę tunelu miała wojna francusko-pruska, która pokazała jak ważną rolę odgrywała wówczas kolej. Po zakończeniu wrócono do pierwotnych koncepcji budowy linii kolejowej Wałbrzych – Kłodzko, jednego z odcinków Śląskiej Kolei Górskiej. Jedną z wielu przeszkód na trasie, był masyw Małego Wołowca (720 m n.p.m.) w Rybnickim Grzbiecie oddzielający Kotlinę Wałbrzyską od Obniżenia Noworudzkiego. W celu jego przekroczenia zdecydowano wydrążyć jednotorowy tunel o długości 1560 m w obudowie murowej. Pierwsze prace rozpoczęto latem 1876 roku i trwały do 1879 roku. Pierwszy pociąg przejechał oficjalnie tunelem dopiero 15 października 1880 roku po zakończeniu wszystkich prac na jednotorowej trasie. Pod koniec XIX wieku postanowiono wybudować drugi równoległy tor. W 1909 roku przystąpiono do budowy drugiego równoległego tunelu o długości 1601 m, o parametrach podobnych do wcześniej wykonanego tunelu. Tunel został oddany do ruchu w 1912 roku.  Tunel, który pierwszy został oddany do eksploatacji został wyłączony z ruchu pod koniec lat 90. XX wieku.
W latach 2018–2020 czynny tunel zostały wyremontowany.